# São Pedro de Nordestinho
São Pedro de Nordestinho es una freguesia portuguesa perteneciente al municipio de Nordeste, situado en la Isla de São Miguel, Región Autónoma de Azores. Fue creada oficialmente el 16 de julio de 2002, junto con las vecinas de Algarvia y Santo António de Nordestinho, por división de la antigua freguesia de Nordestinho. La actividad económica principal de la parroquia es la agricultura.
- Datos: Q1998222
- Multimedia: São Pedro de Nordestinho / Q1998222

1. ↑  Worldpostalcodes.org,código postal n.º 9630-254.